# Kongesangen
Пісня Короля (норв. Kongesangen) — норвезький королівський гімн. Існує декілька версій тексту гімну. Перша версія (Gud signe kongen vor) була написана Генріком Верґеланном, але версія, яку використовують сьогодні, була написана Густавом Дженсеном для коронації Гокона VII і Мод Уельської в 1906 році. Автори гімну надихнулися Британським королівським і національним гімном, і запозичили мотив «Боже, бережи Королеву».
| 1 Gud sign vår konge god! Sign ham med kraft og mod sign hjem og slott! Lys for ham ved din Ånd, knytt med din sterke hånd hellige troskapsbånd om folk og drott! 2 Høyt sverger Norges mann hver i sitt kall, sin stand, troskap sin drott. Trofast i liv og død, tapper i krig og nød, alltid vårt Norge lød Gud og sin drott. | 1 Боже, бережи нашого доброго короля! Благослови його силою та мужністю, благослови дім та замок! Направляй його Святим Духом, Створи своєю сильною рукою священні зв'язки вірності між людьми та королем! 2 Гучно привітаймо людей Норвегії, кожного у своєму поклику, своєму стані, що вірні своєму королю. Вірні у житті та смерті, сміливі у війні та стражданнях, завжди коряться нашій Норвегії, Богу та своєму королю. |